# 鱗山縣
鱗山縣是唐代瀘州都督府浙州所屬的一個羈縻縣，儀鳳二年（677年）開山洞置。其轄地在今四川省瀘州市，貴州省一帶地方，是唐代招撫當地土著所設置的州縣，一般由其頭人任縣官。